# 安徳門駅
安徳門駅（あんとくもんえき）は、中華人民共和国江蘇省南京市雨花台区に位置する南京地下鉄1号線、10号線の駅。

## 利用可能な鉄道路線
- ■1号線
- ■10号線

## 駅構造
相対式・島式ホーム2面3線の高架駅。

## 駅周辺
- 菊花台公園
- 江蘇警官学院

## 沿革
- 2005年8月12日 - 1号線が開業。
- 2010年5月28日 - 1号線(安徳門駅-中国薬科大学駅）間が開業
- 2014年5月31日 - 終電後、安徳門駅-奥体中心駅間運行中止、10号線への編入工事開始[1]。
- 2014年7月1日 - 10号線安徳門駅-雨山路駅間開通[2]。

## 隣の駅
南京地下鉄
■1号線
中華門駅 - 安徳門駅 - 天隆寺駅
■10号線
共青団路駅 -安徳門駅 - 小行駅

## 参考
1. ↑  南京地铁1号线31日晚7时停运. 中国网. 2014-05-24
2. ↑  南京地铁两条新线“首日秀”:运营10小时迎客6万人次